# Средняя береговая батарея
Средняя береговая батарея (англ. Middle Ground Coastal Battery) — остров в Индийском океане в гавани Мумбаи (Индия). На нём расположена береговая батарея, которая является объектом наследия, управляемая ВМС Индии у побережья Мумбаи, в нескольких сотнях метров от Ворот Индии.

## География
Средняя береговая батарея когда-то была частью рифа, как и находящаяся поблизости скала Ойстер. Срединный остров — это земля твердой базальтовой породы, возвышающийся над руслом реки и имеющий площадь в несколько сотен квадратных метров.
Остров трудно посетить из-за проблем, возникающих при стоянке судов во время отлива. Военно-морскому флоту было предложено много выгодных предложений по приватизации острова, но его продажа сильно подорвала бы безопасность военных кораблей ВМС Индии, стоявших у причалов острова.

## История
Остров был укреплен в 1682 году Британской Ост-Индской компанией для пресечения морского пиратства в этом районе. Позже на островке были размещены морские полицейские силы Бхандарис, чтобы следить за пиратами, которые обычно садились на суда. Бхандари были выбраны за их честность и знаний местной навигации. У них была отличительная форма желтых тюрбанов и синих брюк. После того, как пиратство перешло в Южно-Китайское море, около двухсот лет назад, полиция была расформирована, и скала перешла под контроль Королевского флота (RN), а позже к Королевскому военно-морскому флоту Индии (RIN) и в конечном итоге к индийскому Военно-морскому флоту (IN).
Индийский флот добавил к укреплениям и пушкам острова ещё и три зенитных орудия, чтобы защитить гавань от предполагаемого вторжения японцев во время Второй мировой войны. Пушки с форта в конечном итоге были сняты, но глубокие цилиндрические крепления старых пушек все ещё остаются.
В здании форта хранятся артефакты колониальной эпохи, такие как керамические ванны и другие. Ранее часть острова занимал Морской музей, но он был закрыт в 2000 году, когда экспонаты были перенесены в морской музей на выведенном из эксплуатации авианосце INS Vikrant (R11).